# Lijst van grietmannen van Westdongeradeel
Dit is een lijst van grietmannen van de voormalige Nederlandse grietenij Westdongeradeel in de provincie Friesland tot de invoering van de gemeentewet in 1851.

Hoewel grietmannen werden verkozen, was het in Westdongeradeel lange tijd in de praktijk een erfelijk ambt in handen van de familie van Aylva.
| Ambtsperiode | Naam grietman                           | Leven          | Bijzonderheden                                                                                               |
| ------------ | --------------------------------------- | -------------- | --- |
| 1517         | Sijtje van Humalda                      |                | |
| 1523         | Sijtje van Aylva                        |                | |
| 1543         | Sake van Rinia                          |                | |
| 1560         | Johan van Bonga                         |                | |
| 1567         | Reinier Frietema                        |                | |
| 1572         | Paulus Hendricks Brecker                |                | |
| 1578 - 1586  | Ernst van Aylva                         | 1548-1627      | Vader van Douwe van Aylva.                                                                                   |
| 158.. - 1618 | Ritske van Ringhe                       |                | |
| 1618 - 1638  | Douwe van Aylva                         | 1579-1638      | Vader van Douwe Meckema van Aylva. Zoon van Ernst van Aylva.                                                 |
| 1638 - 1654  | Douwe van Aylva                         | 1610-1665      | Vader van Ernst Sicco van Aylva. Zoon van Douwe van Aylva.                                                   |
| 1654 - 1678  | Ernst Sicco van Aylva                   | 1635-1678/1680 | Vader van Ernst van Aylva. Zoon van Douwe Meckema van Aylva.                                                 |
| 1678 - 1712  | Ernst van Aylva                         | 1659-1714      | Zoon van Ernst Sicco van Aylva. Vader van Hans Willem van Aylva (1695-1722) en Hessel Douwe Ernst van Aylva. |
| 1712 - 1722  | Hans Willem van Aylva (1695-1722)       | 1695-1722      | Zoon van Ernst van Aylva. Oom van Frans Ernst van Aylva en Sicco Douwe van Aylva.                            |
| 1722 - 1763  | Hessel Douwe Ernst van Aylva            | 1700-1774      | Zoon van Ernst van Aylva. Vader van Frans Ernst van Aylva en Sicco Douwe van Aylva.                          |
| 1763 - 1768  | Frans Ernst van Aylva                   | 1731-1768      | Zoon van Hessel Douwe Ernst van Aylva.                                                                       |
| 1769 - 1772  | Hessel Douwe Ernst van Aylva            | 1700-1774      | Zoon van Ernst van Aylva. Vader van Frans Ernst van Aylva en Sicco Douwe van Aylva.                          |
| 1772 - 1780  | Eyso de Wendt                           | 1718-1780      | Kocht het grietmanschap van de familie Van Aylva.                                                            |
| 1780 - 1789  | Sicco Douwe van Aylva                   | 1734-1807      | Zoon van Hessel Douwe Ernst van Aylva.                                                                       |
| 1789 - 1794  | Pieter Edzard van Harinxma thoe Slooten | 1758-1793      | |
| 1794 - 1795  | Albert ten Broeke Hoekstra              | 1765-1828      | |
| 1795 - 1816  |                                         |                | Geen grietman vanwege de Franse tijd                                                                         |
| 1816 - 1817  | Albert ten Broeke Hoekstra              | 1765-1828      | |
| 1817 - 1825  | Willem Hendrik van Sytzama              | 1763-1848      | |
| 1825 - 1849  | Johan Sippo van Harinxma thoe Slooten   | 1802-1852      | Neef van Willem Hendrik van Sytzama.                                                                         |
| 1849 - 1851  | Bonifacius Hendrik van der Haer         | 1810-1860      | Aansluitend de eerste burgemeester van Westdongeradeel.                                                      |